# 中島西町
中島西町（なかじまにしまち）は愛知県岡崎市の町名。現行行政地名は中島西町1丁目から中島西町4丁目。

## 地理
岡崎市の南西端に位置する。町内に番地を持つが小字は持たない。

## 世帯数と人口
2019年（令和元年）5月1日現在の世帯数と人口は以下の通りである。
| 町丁     | 世帯数  | 人口    |
| -------- | ------- | ------- |
| 中島西町 | 418世帯 | 1,102人 |

### 人口の変遷
国勢調査による人口の推移
| 2000年（平成12年） | 882人   | [ 6 ] |  |
| 2005年（平成17年） | 941人   | [ 7 ] |  |
| 2010年（平成22年） | 1,018人 | [ 8 ] |  |
| 2015年（平成27年） | 1,047人 | [ 9 ] |  |

## 小・中学校の学区
市立小・中学校に通う場合、学区は以下の通りとなる。
| 番・番地等 | 小学校                   | 中学校               |
| ---------- | ------------------------ | -------------------- |
| 全域       | 岡崎市立六ツ美南部小学校 | 岡崎市立六ツ美中学校 |

## 歴史
碧海郡下中島町、高畑村を前身とする。

### 沿革
- 1982年（昭和57年）1月21日 - 中島町の一部を分離し、中島西町を設置[1]。

## 交通
- 愛知県道43号岡崎碧南線（土呂西尾道）

## 施設
- 中島西記念館
- 斉田公園

## その他

### 日本郵便
- 郵便番号 : 444-0225[4]（集配局：岡崎郵便局[11]）。

## 参考資料
- 「角川日本地名大辞典」編纂委員会 編『角川日本地名大辞典 23 愛知県』角川書店、1989年3月8日。ISBN 4-04-001230-5。
- 有限会社平凡社地方資料センター 編『日本歴史地名体系第23巻 愛知県の地名』平凡社、1981年。ISBN 4-582-49023-9。